# Mian–Chowlas följd
Inom matematiken är Mian–Chowlas följd en heltalsföljd definierad på följande vis. Följden börjar med
{\displaystyle a_{1}=1.}
Sedan är för {\displaystyle n>1} {\displaystyle a_{n}} det minsta positiva heltalet så att de parvisa summorna
{\displaystyle a_{i}+a_{j}}
är skilda för alla {\displaystyle i} and {\displaystyle j} mindre eller lika stora som {\displaystyle n}.
De första talen i talföljden är:
1, 2, 4, 8, 13, 21, 31, 45, 66, 81, 97, 123, 148, 182, 204, 252, 290, 361, 401, 475, 565, 593, 662, 775, 822, 916, 970, 1016, 1159, 1312, 1395, 1523, 1572, 1821, 1896, 2029, 2254, 2379, 2510, 2780, 2925, 3155, 3354, 3591, 3797, 3998, 4297, 4433, 4779, 4851, … (talföljd A005282 i OEIS)
Följden upptäcktes av Abdul Majid Mian och Sarvadaman Chowla.